# Теодор Билрот
Кристијан Алберт Теодор Билрот (Берген ауф Риген, 26. април 1829 — Опатија, 6. фебруар 1894) био је немачки и аустријски хирург и музичар аматер.
Као хирург, генерално се сматра оснивачем модерне абдоминалне хирургије. Као музичар, био је близак пријатељ и повереник Јоханеса Брамса, водећег покровитеља бечке музичке сцене, и био је један од првих који је покушао да изврши научну анализу музикалности.

## Младост и образовање
Билрот је рођен у Бергену ауф Руген у Краљевини Пруској, као син пастора. Његов отац је умро од туберкулозе када је Билрот имао пет година. Похађао је школу у Грајфсвалду где је 1848. стекао диплому (Абитур - Abitur) свршеног средњошколца. Билрот је проводио више времена вежбајући клавир него учећи за лекара. Растрзан између каријере музичара и лекара, удовољио је жељи своје мајке Кристине и уписао се на Универзитет у Грајфсвалду да студира медицину, али је одустао после првог семестра да би студирао музику. Професор Вилхелм Баум га је, међутим, повео са собом у Гетинген и његова медицинска каријера је добила нови замајац. Пратио је професора Баума на Универзитету у Гетингену. Докторирао је на Универзитету Фредерик Вилијам у Берлину 1852. Заједно са Рудолфом Вагнером (1805–1864) и Георгом Мајснером (1829–1905) Билрот је отишао у Трст да проучава електричне раже (Torpediniformes).

## Каријера у хирургији
Од 1853. до 1860. Билрот је био асистент на хируршкој клиници у Берлину. Године 1860. Билрот је прихватио понуду Универзитета у Цириху да постане прво шеф катедре за клиничку хирургију, а потом и директор хируршке болнице и клинике у Цириху. Његови студенти су га волели зато што је био јако занимљив и ефикасан предавач. Студенти су хрлили на његова предавања, а уз сарадњу енергичних колега, успео је да за само неколико година подигне Медицински факултет у Цириху на истакнуту позицију међу школама немачког говорног подручја.
Док је био у Цириху, Билрот је 1863. објавио свој класични уџбеник Општа хируршка патологија и терапија (Die allgemeine chirurgische Pathologie und Therapie). Истовремено је увео концепт ревизије и објављивања свих резултата, добрих и лоших, што је аутоматски резултирало искреном дискусијом о морбидитету, морталитету и техникама побољшања у избору пацијената.
Постављен је за професора хирургије на Универзитету у Бечу 1867. где се бавио хирургијом као начелник Друге хируршке клинике у Аллгемајне Кранкенхаус (Бечка општа болница). Иако је темељ своје славе поставио у Цириху, управо се у Бечу етаблирао као лидер у свету хирургије. Међутим, говор који је одржао 1875. године, протестујући због прилива јеврејских студената медицине, сматра се једним од првих догађаја у развоју бечког политичког антисемитизма.
Током француско-пруског рата, Билрот је радио у војној болници у Манхајму и Вајсенбургу, лечећи разне повреде на бојном пољу агресивним и амбициозним операцијама. Своје искуство ратне хирургије отелотворио је у својим Хируршким писмима из Манхајма и Вајсенбурга. Био је толико импресиониран ратним ужасима да је после тога био ватрени заговорник мира. Он је 3. децембра 1891. одржао говор о збрињавању рањеника у рату што је направило дубоку сензацију и довело до тога да су аустријска законодавна већа изгласала велике суме новца за помоћ рањеницима.
Поред хирургије, бавио се истраживањима болести која је у то време погађала многе оперисане пацијенте: инфекције рана. Његов трактат о инфекцији рана из1874. под насловом: „Истраживања вегеталних облика Кокобактерија септика “ (Untersuchungen über die Vegetationsformen von Coccobacteria septica) закључио је да је узрок проблема у бактеријама. Билрот је на основу овог истраживања почео да примењује антисептичке технике у својој хируршкој пракси, и тако се број хируршких пацијената оболелих од инфекција рана знатно смањио. Билрот је такође скретао пажњу на пионирско мењање или уклањање органа који су се раније сматрани недоступним.
Билрот је био директно заслужан за бројне прекретнице у хирургији:
- 1872. године је био први који је извршио езофагектомију, уклањајући део једњака и спајајући преостале делове заједно.
- 1873. извршио је прву ларингектомију, потпуно изрезавши канцерогени ларинкс.[6][7]
- Био је први хирург који је изрезао рак ректума и до 1876. године извео је 33 такве операције.
- Његово најпознатије достигнуће је прва успешна гастректомија рака желуца.[8]

Дана 29. јануара 1881. године, после многих неуспеха, Билрот је извршио прву успешну ресекцију антралног карцинома извесној Терези Хелер, која је живела скоро 4 месеца и умрла од метастазе на јетри. Ову операцију је постигао затварањем веће закривљености стомака и анатомијом мање закривљености на дванаестопалачном цреву.

## Објавњени радови
Укупан број објављених књига и радова чији је био аутор износио је око сто четрдесет. Сарађивао је са Францом фон Питом на Уџбенику опште и специјалне хирургије (1882). Билрот је написао одељак о скрофулози и туберкулози, повредама и болестима дојке, инструментима и операцијама, опекотинама, промрзлинама итд.

## Билротова школа
Билрот је свој немирни интелектуални дух пренео на бројне истакнуте ученике, стварајући „Билротову школу“ следбеника. Чинило се да ниједан аспект његове професије није избегао његовом интензивном испитивању, било да се ради о истраживању, подучавању, администрацији или неги. Не само да је имао нешто вредно да каже о сваком ученику, већ се често старао да његове идеје постану конкретна стварност. У свим сферама на које је настојао да утиче, руководио се вером у јединство науке и уметности и уверењем у сопствену способност да изврши промене.
Билрот је био кључан у успостављању прве модерне школе мишљења у хирургији. Имао је радикалне идеје о хируршкој обуци, залажући се за продужено хируршко науковање по завршетку студија медицине које се састоји од прелиминарног рада у болницама, праћених операцијама на лешевима и експерименталним животињама. Затим би уследило асистирање од 2-3 године на хируршком одељењу са проучавањем хируршке литературе и стицањем напредних практичних вештина. Међу његовим ученицима били су истакнути хирурзи Александар фон Винивартер, Јан Микулиц-Радецки и Џон Б. Марфи. Пионирски хируршки резиденцијални програм Вилијама Халстеда био је под великим утицајем Билротових метода хируршког образовања.
Познати српски лекари Михаило Петровић, Аврам Фаркић и Владан Ђорђевић били су Билротови ученици.

## Музика
Билрот је био талентован пијаниста и виолиниста аматер. Током свог боравка у Цириху редовно је свирао у гудачком квартету са професионалним музичарима као што су Теодор Кирхнер и Фридрих Хегар. Године 1865. први пут је упознао Брамса са којим је постао блиски пријатељ акон што се преселио у Беч 1867. Брамс је често слао Билроту своје оригиналне рукописе како би добио његово мишљење пре објављивања, а Билрот је учествовао као музичар у пробама многих Брамсових камерних дела. Брамс је управо Билроту посветио своја прва два гудачка квартета Опус 51.
Билрот и Брамс су заједно са бечким музичким критичарем Едуардом Хансликом чинили језгро музичких конзервативаца који су се противили иновацијама Рихарда Вагнера и Франца Листа. У сукобу, познатом као Рат романтичара, Билрот је подржавао Брамса, али је увек био праведан и одмерен у својим коментарима: „Вагнер је заиста био веома значајан таленат у многим правцима“, написао је 1888.
Билрот је започео есеј под називом „Ко је музикалан?“ ("Wer ist musikalisch?") који је Ханслик објавио постхумно. Био је то један од најранијих покушаја да се научне методе примене на музикалност. У есеју, Билрот идентификује различите типове амузикалности (глувоћа тона, глувоћа ритма и хармонија глувоће) које сугеришу неке од различитих когнитивних вештина укључених у перцепцију музике. Билрот је умро у Опатији, у Аустроугарској, пре него што је успео да заврши ово истраживање.
Билрот никада није видео науку и музику као сукобљене. Напротив, сматрао је да се допуњују: „Једна је од површности нашег времена јесте да у науци и уметности видимо две супротности“, написао је у тексту под насловом: "Машта је мајка и једног и другог."

## Почасти
Године 1887. Билрот је постао члан аустријског Херенхауса, „ Дома лордова“; што је одликовање које се ретко давало члановима медицинске професије. Године 1888. Теодор Билрот је изабран за члана Немачке академије наука Леополдина.